# Geoffroy Thérage
Geoffroy Thérage, est un bourreau de Rouen, maître exécuteur des hautes œuvres du Roy. Il fut chargé de l'exécution de Jeanne d'Arc. 

## Rémunérations
Son nom est connu par diverses quittances conservées à la Bibliothèque nationale de France :
- 6 août 1407 : 15 sols tournois pour la mise au pilori d'un nommé Pierre Hellot,
- 10 août 1411 : 20 sols tournois pour un traînage sur une claie et la pendaison de Collin Clémence,
- 25 février 1420 : 20 sols tournois pour la décapitation de Gardin Hermenoult,
- 28 mai 1428 : 4 livres tournois et 8 sols pour avoir trainé, coupé un poing, décapité, écartelé, pendu le corps et les 4 membres de Pierre Le Bigourdais et mis sa tête au bout d'une lance[1].
- 27 janvier 1429 : 60 sols tournois pour la pendaison de Oncler,
- 14 juillet 1430 : 6 livres tournois pour 4 décapitations de brigans fidèles au roi de France,
- 26 mars 1431 : 46 sols pour 4 pendaisons,
- 25 mars 1432 : 111 livres et 13 sous pour 104 exécutions.

## L'exécution de Jeanne d'Arc
Au 30 mai 1431, date de l'exécution de Jeanne d'Arc, Thérage est un bourreau expérimenté et exerce depuis 25 ans. De 1419 à 1432, plusieurs centaines[réf. nécessaire] de bourgeois compromis dans des complots contre la présence anglaise furent exécutés par Thérage.
Il eut quelques difficultés à attacher Jeanne au poteau, plus haut que d'ordinaire, puis à 11 heures, il alluma le bûcher. Il fut chargé de conduire à la Seine, sous escorte anglaise, les restes de la martyre.
Lors du procès en réhabilitation de Jeanne d'Arc, des témoignages furent recueillis à son endroit. Selon le frère Martin, il eut « grande compassion de la forme et cruelle manière » dont les Anglais firent mourir Jeanne. Il fut troublé par le fait que le cœur de la victime, « nonobstant l'huile, la soufre et le charbon », était demeuré intact parmi les cendres. Il dut ranimer le bûcher pour le consumer entièrement. Selon le frère Isambart, « incontinent après l'exécution, le bourreau vint » à lui et à son compagnon le frère Martin Ladvenu, « frappé et ému d'une merveilleuse repentance et terrible contrition, comme tout désespéré, craignant de ne savoir jamais impétrer pardon et indulgence envers Dieu de ce qu'il avait fait à cette sainte femme. »

## Suite de la carrière
Ce repentir ne le fit pas renoncer à son office au service des Anglais.
En février 1432, à la suite des harcèlements d'Étienne de Vignolles jusqu'aux murs de Rouen, avec l'accord de Jean de Brosse qui se préparait à assiéger Beauvais, 500 hommes aux ordres du seigneur de Ricarville s'introduisirent dans le vieux château de la ville et égorgèrent la garnison anglaise. Mais à défaut de secours extérieur, faute de coordination avec de Brosse, les hommes de Ricarville résistèrent pendant 17 jours aux soldats anglais amenés en renfort. Retranchés dans la grosse tour, ils se rendirent le 18 mars 1432. Ricarville eut aussitôt la tête tranchée et les 104 prisonniers furent remis à Thérage.
La quittance d'un montant de 111 livres et 13 sous précise que Pierre de Biou, soldat anglais traître qui facilita l'entrée, fut trainé sur une claie, décapité, écartelé, eut les membres pendus et sa tête mise sur une lance, et les 103 autres décapités.